# Radu Varia
Radu Varia (n. 21 mai 1940, Iași) este un critic și istoric de artă român.
Radu Varia, fiul Generalului Mihai Varia, erou al celui de al doilea Război Mondial, și al Ofeliei Varia, născută Verusi, și-a început parcursul școlar la École Française din București, urmând apoi cursurile Colegiului Național I.L. Caragiale.

A studiat limba și literatura română la Universitatea Alexandru Ioan Cuza din Iași și la Universitatea din București, unde a obținut Licența în 1964.

Sub patronajul lui Jean Cassou, fondatorul Muzeului Național de Artă Modernă din Paris și laureat al Premiului Cervantes pentru literatură, Radu Varia își susține ulterior teza de Doctorat în Istoria Artei și Civilizației la Universitatea din Paris / École des Hautes Études.

## Biografie
Încă din adolescență, Radu Varia s-a bucurat de îndrumarea profesorului Tudor Vianu, al cărui student avea să fie mai târziu la Universitatea din București. La 18 ani i-a cunoscut pe Mihail Sadoveanu și pe Tudor Arghezi, de care a avut privilegiul să fie primit adeseori și de la care păstrează această metaforă originală: “Încă o carte se înghesuie în biblioteca alesului prieten al cuvintelor scrise, Radu Varia, cu dragostea semnatarului”.
Radu Varia a publicat în 1961 prima sa analiză artistică, asupra unui desen inedit de Nicolae Tonitza, în revista Iașul Literar. Curând după aceea, în coloanele Contemporanului lui George Ivașcu, se afirma ca un fervent aliat al tinerei generații de pictori și sculptori care, chiar dacă nu constituiau o avangardă, erau totuși cel mai puțin conformiști. Începând din 1966 el organizează, de altfel, primele lor expoziții în Occident.
În 1967, Giulio Carlo Argan îl invită ca asistent la Universitatea din Roma. În 1968 îl întâlnește la București pe Richard Demarco, promotor al unei noi conștiințe europene, cu care va colabora de-a lungul anilor. Galeria sa din Edinburgh dedică importante expoziții artiștilor din țările care au suferit cel mai mult din cauza războiului și a comunismului, printre care România.
La Paris Radu Varia îi cunoaște pe Eugen Ionesco în 1966, pe Emil Cioran în 1967, iar în 1971 este oaspetele lui Mircea Eliade la Chicago.
Este invitat oficial la Bienala de la Paris în 1967, și din nou în 1971, an în care participă 53 de țări, și în care este ales în unanimitate Președinte al Juriului Internațional. Tot atunci se stabilește definitiv în capitala Franței. Membru al Comisiei Internaționale a Bienalei de la Paris până în 1977, este numit Director al Bienalei de la Sao Paulo, pentru ca în 1993, în calitate de Comisar al Pavilionului României, pe care-l restaurează și amenajează din fonduri proprii, să prezinte la Bienala de la Veneția opera marelui artist român stabilit în Franța din 1946, Horia Damian.
O bună parte din activitatea din ultimele decenii a lui Radu Varia e închinată de altfel creației acestui pictor, sculptor, arhitect. Textele lui Radu Varia despre spiritualitatea în artă, Infinitul real ; Proiectul de la San Francisco ; Metafizică și Monumentalitate ; Modernism, Postmodernism, Modernitate ; Intrarea în invizibil ori Damian, un mare solitar al secolului 20 servesc de introduceri la expozițiile Damian pe care le-a organizat în mai multe dintre cele mai importante muzee ale lumii: Musée d’Art Moderne din Paris (1972), Bienala de la Sao Paulo (1973), Muzeul Ludwig din Aachen (1974), Muzeul Dali din Figueras (1974), Muzeul de Artă Modernă din Rio de Janeiro (1975), The Solomon R. Guggenheim Museum din New York (1976), Centrul Pompidou din Paris (1980), Grand Palais din Paris (1983), Documenta IX, Kassel(1992), Bienala de la Veneția (1993), Galeria Karsten Greve din Paris (2002), Palatul Mogoșoaia (2009).
La începutul anilor ‘70, desfășurându-și activitatea mai ales la Paris și New York, participă activ în Spania alături de marele pictor Salvador Dali la crearea muzeului din Figueras ce poartă numele acestuia, și a cărui inaugurare are loc în 1974. Salvador Dali, de care Radu Varia avea să rămână profund legat până la trecerea sa în neființă, îi dedică un poem extraordinar intitulat Da! României. Pentru Radu Varia, poem publicat în numeroase ediții ale volumului Si, apărute din 1972 încoace la Barcelona, Caracas, Mexico City și Paris. Poemul se încheie cu aceste cuvinte: “Și pentru că sângele Patriei este nemuritor, și pentru a fi ca el (ca Împăratul Traian) și întotdeauna primul din specia umană, mă proclam Salvador Dali, catolic, apostolic, roman și român”.
Apropiat de cei mai de seamă artiști europeni și americani ai ultimelor decenii, Radu Varia organizează importante expoziții internaționale, printre care, în 1973, prima expoziție de Pictură engleză contemporană la Muzeul de Artă Modernă din Paris. Este invitat de Marshall McLuhan să conferențieze în cadrul renumitului său Seminar de la Universitatea din Toronto. Participă la Primul Congres Mondial al Civilizației Celtice, al cărui rezultat este amplul volum intitulat The Celtic Consciousness publicat la Toronto, Dublin și New York. Conferențiază la Institutul de Arhitectură și Studii Urbane din New York, ca invitat al renumitului critic Thomas B. Hess, editorul publicației Art News și, ulterior, director la Metropolitan Museum of Art.
Volumului lui Radu Varia intitulat Brâncuși, unanim considerat drept lucrarea fundamentală consacrată marelui sculptor, a fost publicat mai întâi la New York în 1986 și a fost ales cartea anului de bibliotecarii americani și de principalele ziare și publicații din Statele Unite. Volumul a fost ulterior publicat la Paris în 1989, și ulterior la Tokio în 1993.
Operă de referință, această lucrare a schimbat radical gândirea asupra creației brâncușiene. “Mulțumesc pentru această carte, admirabilă din toate punctele de vedere, care m-a convertit la... Brâncuși”, îi scria Emil Cioran autorului în 1986. “Ne-ai revelat, în sfârșit, spiritul profund care era, și orgoliul fără măsură ce-l situează printre cei mari”. Iar Profesorul George Emil Palade, laureat al Premiului Nobel, propunându-l pe Radu Varia pentru Premiul Mondial Leonardo da Vinci, pentru care acesta avea să întrunească nu mai puțin de unsprezece prestigioase nominalizări, scria: “Radu Varia este autorul lucrării celei mai complete asupra lui Brâncuși, considerată drept o capodoperă”. “Varia e în elementul său în abordarea marilor teme, iar paginile despre Ansamblul Monumental de la Târgu Jiu sunt dintre cele mai lămuritoare”, apreciază The New York Review of Books. “Cartea Domnului Varia este o valoare absolută” avea să scrie la rândul său François Nourissier, Președintele Academiei Goncourt.
Evenimentele din decembrie 1989 îl surprind la Milano. Revine în țară din primele zile ale lui 1990, dorind să contribuie pe cât posibil la întremarea României și la redobândirea de către aceasta a unui loc de prestigiu în concertul națiunilor.
După mineriada care proiectează în lume o imagine dezastruoasă a României, prin eforturi imense, reușește să prezinte la New York, la finele anului 1990, expoziția Brâncuși, Șase capodopere din muzeele românești, cotidianul The New York Times făcând cu această ocazie elogiul micilor expoziții de mare semnificație.
În 1991 Radu Varia creează la New York și la București Fundațiile Internaționale Constantin Brâncuși, menite să mobilizeze toate competențele naționale și internaționale precum și fondurile necesare pentru restaurarea Ansamblului Monumental creat de Brâncuși la Târgu Jiu.
Tot în anul 1991 primește Premiul Ion Andreescu al Academiei Române.
În 1992 susține prima sa conferință despre Brâncuși în Aula Academiei.
În 1993 el prezintă în Aula Academiei Române cea de-a doua conferință, consacrată restaurării Ansamblului Monumental Brâncuși de la Târgu Jiu.
Radu Varia angrenează în proiectul de restaurare Fondul Mondial al Monumentelor de la New York, care în mai 1996 acceptă pentru prima dată să participe la procesul de restaurare a unei opere moderne. Tot el este acela care, la Washington, stabilește relația cu Banca Mondială. Fondurile pe care aceasta avea să le deblocheze sunt aprobate în baza proiectului elaborat de Radu Varia și de Fundațiile Internaționale Constantin Brâncuși.
The New York Times și Art Watch UK, de la Londra, aveau să prezinte de altfel în articole ample și solid documentate adevărul cu privire la Proiectul de restaurare, amenajare și punere în valoare a Ansamblului Monumental de la Târgu Jiu, proiect inițiat de Radu Varia și de Fundațiile Internaționale Constantin Brâncuși. Aceste publicații au demonstrat soliditatea cercetării întreprinse de inginerii și specialiștii români împreună cu cei de la Getty Conservation Institute din Los Angeles și de la Swedish Corrosion Institute din Stockholm, angrenați în restaurarea operei lui Brâncuși de Radu Varia.
Propunând, în 1998, să i se acorde lui Radu Varia Premiul Mondial Leonardo da Vinci, Dr. Vladimir Kucera, Directorul Cercetării Științifice la Institutul Suedez de Coroziune din Stockholm, Președinte al Comisiei Europene a Națiunilor Unite pentru Coroziune și Mediu, scrie: “Într-o lume în care specializarea devine din ce în ce mai strâmtă, e un semn de încurajare să știm că există și personalități cu o viziune globală. Participarea la procesul de cercetare în vederea restaurării Coloanei fără Sfârșit mi-a oferit prilejul de a-l întâlni pe Dr. Radu Varia. Am fost impresionat de extraordinara sa capacitate de-a domina nu numai domeniul istoriei artei, în care este un specialist mondial recunoscut, dar și numeroasele și dificilele chestiuni științifice și tehnice legate de salvarea și prezervarea acestui monument unic. Dr. Radu Varia personifică pentru mine sinteza dintre artă și știință”.
O amplă expoziție dedicată cercetării științifice și rezultatelor acesteia, ca și Proiectului general, a fost prezentată de Radu Varia și de Fundațiile Internaționale Constantin Brâncuși în anul 2001 la București și în mai multe orașe ale țării.
În ideea prezervării în unicitatea ei a operei lui Brâncuși, Radu Varia a elaborat un text, publicat mai întâi în 1992 și republicat în 2001, text contrasemnat de 42 de autori de cărți despre Brâncuși și de directori ai muzeelor ce posedă opere ale acestuia, de istorici de artă și artiști de mare notorietate. Acest text este considerat drept documentul fundamental ce definește calitatea de operă originală a artistului, de copie, sau de fals.
În anul 2005, Radu Varia a fost invitat să conferențieze la Universitatea Waseda din Tokio despre Premise filosofice și determinări matematice în opera lui Brâncuși.
În 2009, la invitația Președintelui Băncii Centrale Europene și a Guvernatorului Băncii Naționale a României susține la Museum der Weltkulturen din Frankfurt conferința Brâncuși fotograf, prezentând totodată o expoziție cu tiraje originale ale artistului. Frankfurter Allgemeine Zeitung dedică evenimentului o întreagă pagină.
În 2011, prezintă cea de-a treia conferință la Academia Română, intitulată Salvador Dali, Împăratul Traian și România.
Tot în 2011 are onoarea de a fi invitat să susțină discursul anului la Royal Scottish Academy din Edinburgh, The Sir William Gillies Annual Lecture, vorbind despre Brâncuși, o mare experiență spirituală. Cu acea ocazie îi este decernată Medalia de Argint a Academiei Regale, care a onorat de 185 de ani încoace numai 12 personalități ale culturii.
Este ales cu unanimitate de voturi Membru de Onoare al Academiei Regale a Scoției în 2012.
În 2015 primește Premiul Academiei Internaționale Mihai Eminescu pentru întreaga sa operă.
La Universitatea din Shenzhen, prezintă în 2017 prima conferință despre arta lui Constantin Brâncuși susținută vreodată în China..
În 2018 devine Doctor Honoris Causa al Academiei de Arte din Chișinău. Cu acea ocazie conferențiază despre ”Constantin Brâncuși, artistul care a schimbat destinul sculpturii universale”..
Tot în 2018 este ales Membru al Academiei Europene de Științe, Arte și Litere din Paris și Membru al Academiei Scientiarum et Artium Europaea din Salzburg..
Prin votul unanim al consilierilor municipali, la 24 septembrie    2020 criticului și istoricului de artă Dr. Radu Varia i-a fost acordat titlul de Cetățean de Onoare al Iașului.

## Lucrări
- Constantin Brâncuși [19]
- Brancusi. Rizzoli, New York, 1986 (mai multe ediții ulterioare)
- Brancusi. Gallimard, Paris, 1989
- Brancusi. New Art Seibu, Tokio, 1993
- Brancusi. A Stone, Being (Brâncuși, o piatră, ființă). Introducere la expoziția Six Masterpieces from the Romanian Museums (Șase capodopere din muzeele românești), Gagosian, New York, 1990
- Brancusi dans son univers: Maurice III, séducteur, photographe, sculpteur (Brâncuși în universul său: Maurice III, seductor, fotograf, sculptor) in Brancusi, photographies, Hopkins-Custot, Paris 2003
- Brancusi photographer of his own works (Brâncuși, fotograf al propriilor lucrări), Conferință la Museum der Weltkulturen, Frankfurt, 2009
- Brancusi: A Great Spiritual Experience (Brâncuși, o mare experiență spirituală), Conferință la Royal Scottish Academy, Edinburgh, 2011
- Brâncuși. Ansamblul Monumental de la Târgu Jiu în perspectivă istorică, FICB, București, 2001
- Brâncuși. Originale, falsuri, copii, document semnat de alți 42 de istorici de artă, directori de muzee, artiști. FICB, București, 2001
- Brâncuși fotograf, FICB, București, 2001
- Brâncuși în America, FICB, București, 2001. Text publicat inițial în Revista Româno-Americană
- Salvador Dali
- Salvador Dali, Împăratul Traian și România. Conferință la Academia Română, București, 2011
- Horia Damian
- Damian. Introducere la expoziția Les constructions de Damian (Construcțiile lui Damian), Muzeul de Artă Modernă din Paris, 1972
- Damian. În catalogul expoziției Galaxy. Stadt Aachen Neue Galerie, Aachen, 1974
- Damian and the Actual Infinite (Damian și Infinitul Real). Introducere la expoziția The Hill (Colina), The Solomon R. Guggenheim Museum, New York, 1976
- De l’instruction des formes premières (Despre rânduiala formelor primare), în volumul Les symboles du lieu. L’habitation de l’homme (Simbolurile locului, așezarea omului). L’Herne, Paris, 1983
- Metaphysics and monumentality (Metafizică și monumentalitate). Introducere la expoziția Damian, Documenta IX, Kassel. Rizzoli, 1992
- Bisogna essere assolutamente moderni, lo diceva già Rimbaud (Trebuie în mod imperativ să fim moderni, spunea însuși Rimbaud la vremea lui). Introducere la catalogul Damian. Cea de a XLV-a Bienală de la Veneția. Rizzoli, 1993
- Entrer dans l’invisible (A intra în invizibil). Introducere la catalogul expoziției Horia Damian, Karsten Greve, Paris, 2002
- Horia Damian, un mare solitar al secolului 20. Anii 1930-1946. Volum publicat cu prilejul expoziției de la Palatul Mogoșoaia. FICB, București, 2009
- Horia Damian - 96. Galeria Alexandra, București, 2018

## Distincții
- Cavaler al Ordinului Legiunii de Onoare, 2000
- Comandor al Ordinului Steaua Solidarității Italiene, 2005
- Comandor al Ordinului Meritul Cultural, 2011
- Membru de Onoare al Academiei Regale a Scoției, 2012
- Doctor Honoris Causa al Academiei de Arte din Chișinău, 2018[20]
- Membru al Academiei Europene de Științe, Arte și Litere din Paris, 2018
- Membru al Academiei Scientiarum et Artium Europaea din Salzburg, 2018
- Cetățean de Onoare al Iașului, 2020

## Extrase din presa internațională
BRÂNCUȘI RIZZOLI NEW YORK 1986
The New York Times Book Review
“Volumul are acea unitate care se potrivește în mod desăvârșit lui Brâncuși, unul dintre marii perfecționiști ai tuturor timpurilor”.
Philadelphia Inquirer
“Cea mai somptuoasă carte a anului”.
The New York Review of Books
“Varia e în elementul său în abordarea marilor teme, iar paginile despre Ansamblul Monumental de la Târgu Jiu sunt dintre cele mai lămuritoare”.
The Boston Globe
“Sub direcția autorului, o echipă de fotografi a colindat lumea pentru a prezenta în totalitate opera marelui sculptor. Textul cuprinde documente necunoscute până în prezent despre Templul de Meditație din Indore și despre monumentul de la Târgu Jiu, concentrându-se asupra viziunii transcendentale a sacrului la Brâncuși”.
Hearst Publications (500 de ziare și reviste)
“O carte glorioasă”.
Library Journal (Revista Societății Bibliotecarilor Americani)
“Un splendid omagiu adus unuia dintre cei mai influenți sculptori ai secolului; o profundă analiză a procesului sculptural”.
Diversion (Revista Librarilor Americani)
“O carte extraordinară”.
Sites (Revista de Arhitectură și Urbanism)
“Ca studiu și analiză asupra lui Brâncuși, nimic nu poate fi comparat cu această carte, iar coordonarea fotografiei de către Varia, în special la Târgu Jiu, impune admirație și mulțumiri. Odată cu informația cuprinsă în proza de înalt nivel, cu planșele, notele excepționale și bibliografia, aceste fotografii justifică un volum care se ridică la nivelul unei adevărate expoziții Brâncuși”.
The Wall Street Journal
“Textul pune în lumină preocupările spirituale ale lui Brâncuși, universul său mistic, inventivitatea sa formală”.
The New York Times
“Iată, în sfârșit, un text lucid și convingător”.
Donald G. McNeil, Jr. Brancusi’s Column Rises to the Heights of Pique (Coloana lui Brâncuși se înalță spre culmi) în The New York Times, 16 aprilie 2001
BRÂNCUȘI GALLIMARD PARIS 1989
Le Figaro Magazine
“Cartea Domnului Varia este o valoare absolută”. (François Nourissier, Președintele Academiei Goncourt)
Maison et Jardin
“O carte exemplară”. (Pierre-Jean Rémy, membru al Academiei Franceze)
Le Méridional
“E rar ca o carte de artă să consacre o parte atât de importantă domeniului spiritual în prezentarea unui artist și a operelor sale. În fond, această carte atât de remarcabilă ar fi fost de neimaginat cu numai zece sau cincisprezece ani în urmă. Sfidând analizele materialiste, curente în domeniul istoriei artei, Radu Varia nu ezită să arate prin ce și cum sculpturile lui Brâncuși reprezintă o adevărată inițiere. După cum se cade să medităm în fața fiecărei sculpturi a lui Brâncuși, tot așa trebuie să citim cu mare atenție textul admirabil al lui Radu Varia. Fiecare cuvânt ascunde și dezvăluie, pe rând, un adevăr, așa cum e și natural pentru un text de înaltă elevație”. (Poetul Henri Bonnier)
Le Quotidien de Paris
“Iată o carte totală. Mă îndoiesc că se poate face ceva mai reușit în onoarea lui Brâncuși și a artei sale”. (Pierre Daix, prietenul și biograful lui Picasso)
L’Express
“Această carte, pe cât de plină de pasiune, tot pe atât de informată, e una dintre rarele care fac cinste primului sculptor care s-a eliberat de tradiția greco-renascentistă. Sarcina pe care și-a trasat-o Brâncuși frizează imposibilul: a exprima ceea ce nu e decât spirit prin ceea ce nu este decât materie. Varia decodează viața mistică a artistului, dezvăluie sursele ezoterice și arhaice și, mai mult, trasează în mod inspirat itinerarul parcurs de tânărul ucenic, din România sa natală până la Paris, unde descoperă arta modernă. Liberând-o de aparențele anecdotice, Brâncuși accede la arhitipurile universale. O carte indispensabilă”. (Pierre Schneider, biograful și analistul lui Matisse)
Le Magazine littéraire
“Dacă o carte de artă trebuie să aibă ambiția de a alia densitatea unui text cu intensitatea imaginilor, cartea de față e una dintre rarele care rămân exemplare”. (Pascal Bonafoux)
COMENTARII ALE AUTORILOR ROMÂNI
Emil Cioran
“Mulțumesc pentru această carte, admirabilă din toate punctele de vedere, care m-a convertit la... Brâncuși. Spun bine convertit, căci cele două-trei vizite pe care i le-am făcut m-au lăsat oarecum perplex. Nu vorbesc, bineînțeles, de operă, ci de personajul pe care-l cunoșteam numai din niște pilde uzate și anecdote inutil originale. Ne-ai revelat, în sfârșit, spiritul profund care era și orgoliul fără măsură ce-l situează printre cei mari. Regret acum că nu l-am frecventat. Ideea că tot ce e valah e nesemnificativ și destinat eșecului m-a înșelat încă o dată. Singura mea scuză, mai mult sau mai puțin, e că suntem cu toții afectați de o decepție înnăscută. Mulțumesc încă o dată pentru convertirea mea. La mulți ani!”.
Anton Dumitriu
“O carte magnifică, o realizare unică”.
Barbu Brezianu
“Ai izbutit, orice-ar zice vreun pizmaș, gen Sidney Geist, să ridici un adevărat monument lui Brâncuși”.